# Dubois (Indiana)
Dubois – jednostka osadnicza w Stanach Zjednoczonych, w stanie Indiana, w hrabstwie Dubois.